# Ursus arctos marsicanus
Ursus arctos marsicanus — один з підвидів бурого ведмедя. Інші назви — апеннінський бурий ведмідь, марсиканський бурий ведмідь.

## Поширення
Ендемік Центральної Італії. Поширений в Апеннінах. Підвид повністю ізольований від євразійських бурих ведмедів, що поширений в італійських Альпах. Вид трапляється у національному парку Абруццо, Лаціо і Молізе, а також до прилеглих національних парків Монті Сібілліні, Гран-Сассо-е-Монті-делла-Лага, Меджла і регіональних парків Сіренте-Веліно і Монті-Сімбруїні. Площа поширення підвиду складає близько 1600 км².

## Опис
Ведмідь важить від 95 до 150 кг. Зріст на задніх лапах до 190 см.

## Охорона
Знаходиться на межі вимирання. У природі залишилося 50-80 представників підвиду. Підвид захищений національними законами, європейськими директивами, Бернською конвенцією та Вашингтонською конвенцією про захист видів.